# Jozef Kopáči
Jozef Kopáči / Kopácsy (30. května 1775, Veszprém – 17. září 1847, Ostřihom) byl římskokatolický duchovní, biskup v Stoličném Bělehradu (Székesfehérvár) a Veszprému, od roku 1838 ostřihomský arcibiskup a kníže-primas uherský.

## Životopis
Pocházel z chudé šlechtické rodiny. Gymnázium vystudoval v rodném Veszprému a teologické studia absolvoval na Emericaneu v Bratislavě.
Na kněze byl vysvěcen 30. května 1798 v maďarském městě Zirc. Od roku 1799 přednášel církevní právo a dějiny na Vesprémské semináři. V roce 1806 se stal farářem a vicearcidiákonem a od roku 1807 získal post kanovníka Vesprémské kapituly.
V roce 1822 byl jmenován biskupem v Székesfehérváru. Biskupské svěcení přijal z rukou ostřihomského arcibiskupa Alexandra Rudnaye 16. června 1822. V roce 1827 byl zvolen do čela vesprémské diecéze.
V roce 1831 korunoval ve svatomartinském dómu  Bratislavě Karolínu Augustu Bavorskou, čtvrtou manželku císaře Františka I. V roce 1833 nařídil používání maďarštiny při vedení církevních matrik.
20. prosince 1838 byl jmenován ostřihomským arcibiskupem a 18. února následujícího roku potvrzen Svatým stolcem. Při jmenování si dal podmínku, že bude ještě po tři roky zastávat i funkci vesprémského biskupa.
Kopáči byl prvním ostřihomský arcibiskupem, který vydával Arcidiecézní oběžníky v maďarštině. Pokračoval ve výstavbě ostřihomské katedrály s výdaji okolo půl milionu forintů. Podporoval sbírání a výzkum dokumentů k církevním dějinám. Financoval vydání Gesta Hunnorum et Hungarorum kronikáře Šimona z Kézy a Budínské kroniky.